# Parco dei Colli di Bergamo
Il parco dei Colli di Bergamo (in bergamasco parch di Còi de Bèrghem) è un'area naturale protetta della Lombardia, chiusa tra i fiumi Brembo e Serio. È sovrastata dal monte Canto Alto (1146 m) e arriva fino alle colline della città di Bergamo.
Territorio

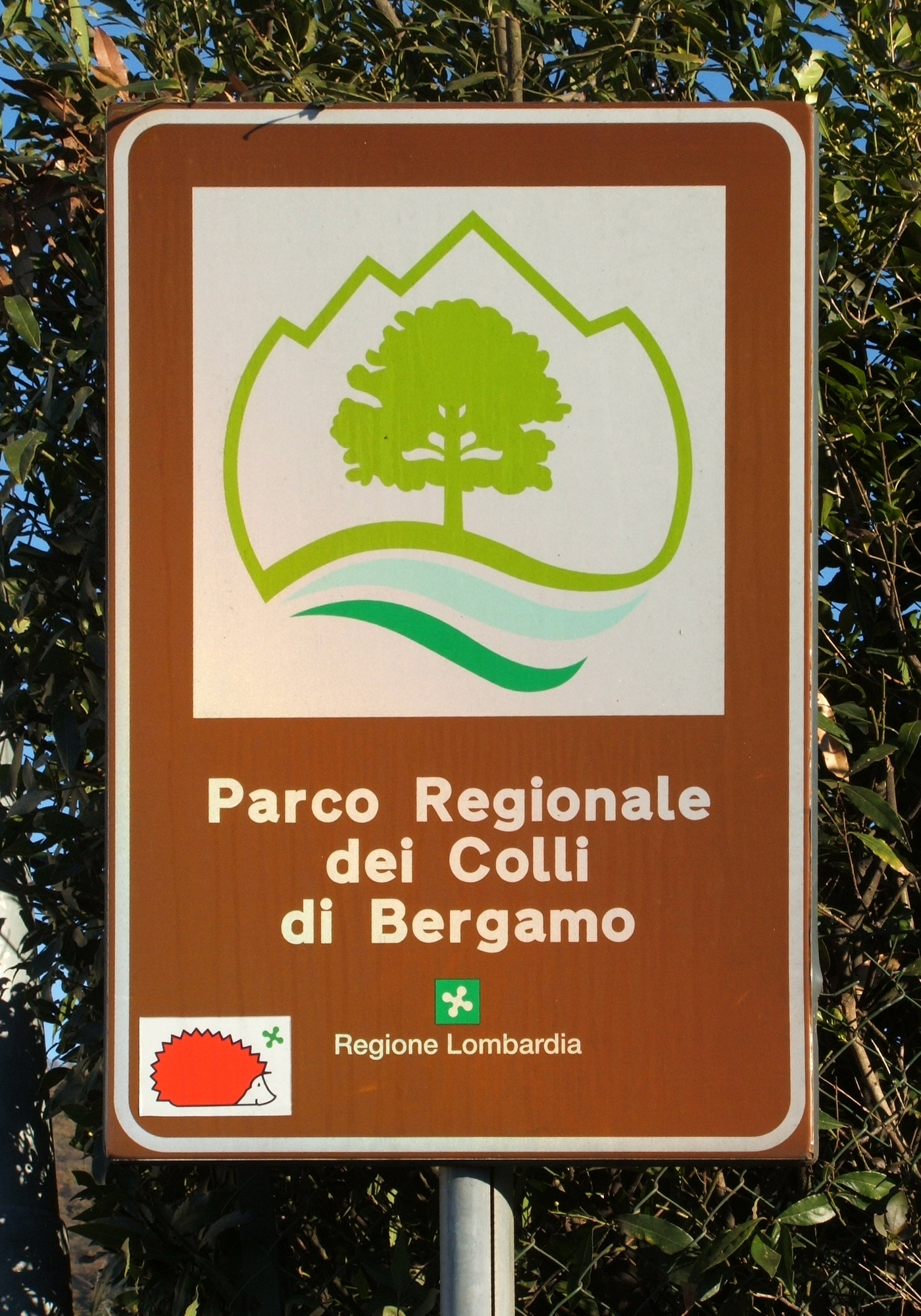
Limite del parco a Bergamo

L'area, estesa per 4700 e che comprende la zona storica di città Alta e delle colline da Bergamo, presenta numerosi terrazzamenti con orti, vigneti e prati. Il parco è considerato il polmone verde della città dove vi è la presenza di un orto botanico con un percorso didattico. Questo territorio presenta alcuni caratteri particolari nonostante la sua superficie sia piuttosto limitata. Qui infatti si possono osservare la prevalenza di spazi verdi coltivati che si trovano in ambienti sia pianeggianti che collinari che montuosi.
Sin dall'antichità il complesso collinare di Bergamo è stato particolarmente ospitale all'insediamento umano, soprattutto lungo i pendii poco marcati che si trovano a mezzogiorno. Anche per questo i paesaggi sono estremamente vari anche grazie al susseguirsi delle attività dell'uomo che ha così modificato questo paesaggio.
Sede direzionale del parco si trova nell'Ex convento di Santa Maria in Valmarina.

## Caratteristiche geologiche
La locazione del parco appartiene alle Alpi Meridionali. L'età della nascita dei colli risale tra i 200 e i 70 milioni di anni fa, nell'epoca del Triassico. Le rocce presenti sono di tipo sedimentario; sono presenti inoltre molti tipi di rocce calcaree come le Calcare di Sedrina, Calcare di Moltrasio, Calcare marnoso di Domaro. Sono anche presenti depositi quaternari rappresentati dalle argille lacustri con sabbie nella zona di Almè e Petosino.

## Ampliamento
Il 2023 vede un importante ampliamento del Parco dei Colli, i cui confini erano rimasti praticamente invariati dalla sua costituzione.
L'inclusione alla area protetta del PLIS ‘Parco Agricolo Ecologico Madonna dei Campi’, nei quartieri di Grumello del Piano e Colognola, ha aggiunto al Parco dei Colli 257 ettari e ha creato una cintura verde a sud della città di Bergamo, salvaguardando un'area rimasta ancora priva di costruzioni in un contesto invece fortemente urbanizzato. Estensioni del Parco anche ad est, con l'annessione di 7 ettari nei comuni di Valbrembo e Ranica, ed altri 31 ettari ad ovest nel comune di Berbenno, hanno portato il totale di ettari del Parco a 343.